# Quark (programa de televisió)
Quark era un programa de caràcter científic ideat i conduït per Piero Angela, emès setmanalment des del dimecres 18 de març de 1981 fins al dimecres 14 de setembre de 1994 a la tarda a Rai 1. Quark, amb transmissions derivades posteriors, representa la transmissió científica de més llarga vida i èxit de la televisió italiana. El seu 35è aniversari del programa fou recordat el 30 de març de 2016 a Parliamone de Rai Premium amb Maurizio Costanzo entrevistant Piero Angela. A Espanya va rebre un dels Premis Ondas 1982.
El programa proposava "viatges al món de la ciència", formats per documentals i animacions presentades amb claredat i senzillesa, amb l'objectiu de posar la ciència i la tecnologia a l'abast de tothom. La intenció, va declarar el director, era "apuntar al llindar més alt de contingut amb el llindar més simple del llenguatge. És en aquest forat que poden entrar públics nombrosos i diferents".
Tal com explica Piero Angela al primer episodi del programa, el títol pren el nom d'una partícula fonamental de la matèria:
| «                    | El títol Quark és una mica curiós i el vam agafar prestat de la física, on s'estan duent a terme molts estudis sobre algunes hipotètiques partícules subnuclears anomenades quarks, que són els maons més petits coneguts fins ara. Es tracta, doncs, una mica d'entrar a les coses. | » |
| — Piero Angela, 1981 | |   |

En ona durant 18 setmanes amb temes científics, la primera edició del programa va acabar amb una sèrie de quatre episodis especials d'estiu anomenats Quark Speciale dedicats als "descobriments i exploracions al planeta Terra". En aquestes transmissions es van proposar quatre documentals naturalistes produïts per National Geographic Society i Nova de Boston: Gorilla (12 agost de 1981), Il luogo dell'acqua secca (19 d'agost de 1981), L'asteroide e il dinosauro (26 d'agost de 1981) e L'anno dello gnu (2 setembre 1981).
El 1983 es va produir una nova edició de Quark, que també es va emetre tard al vespre. El cicle d'estiu de Quark Speciale va proposar aquests set documentals: 
1. Le vide del cielo. Il volo degli uccelli e degli aerei (BBC);
2. Nascere nella foresta de Colin Willock (Anglia);
3. Le isole dei pinguini de Colin Willock (Anglia);
4. Salviamo il panda di Miriam Birch (Nation Geographic Society e WQED);
5. Safari in mongolfiera di Alan Root (Anglia);
6. Castelli d'argilla di Alan Root (Anglia);
7. Guida all'Apocalisse di Nick Jackson (BBC).

La veu narrativa dels documentals del programa va ser, fins al 2008, la de Claudio Capone, afectat per una malaltia aquell any. El seu substitut va ser Dario Oppido.

## Sintonia
La sintonia de Quark és l'"Ària a la quarta corda" (el segon moviment de la suite orquestral núm. 3 en D major) de Johann Sebastian Bach, en l'arranjament de Franco Talò i inclosa a l'àlbum Guerrieri eccellente.
La cançó temàtica de les retransmissions Il mondo di Quark i Superquark és sempre la mateixa peça de Bach en l'arranjament de The Swingle Singers i publicada a l'àlbum Jazz Sebastian Bach.